# Xuda
El riu Xuda (en rus Шyда) passa per l'óblast de Kírov, a Rússia. És un afluent per l'esquerra de l'Ij. Els seus afluents principals són el Tumxinka i l'Irka per l'esquerra i el Vurdanka per la dreta. Té una longitud de 368 km.